# Moriizumi Takehito
Moriizumi Takehito (森泉岳土; Hepburn: Moriizumi Takehito; Tokió, 1975. –) japán mangaművész (mangaka). 

## Élete
Moriizumi Tokióban él feleségével Obajasi Csigumival. Apósa az egykori japán filmrendező, Obajasi Nobuhiko. Tanulmányait a Dokkjó Egyetemen folytatta, 1998-ban szerzett diplomát.

## Munkássága
Moriizumi 2010-ben debütált mangakaként a Mary in the Forest című művével a Comic Beam havilapban. 
A Japán Kulturális Médiafesztiválon 2018-ban a A Return and a Punishment Are Two Different Things és 2019-ben pedig a Serie műveivel elnyerte a zsűri különdíját.
Habár mangaművész, mégis több díjazásánál elismerték egyedi, kiemelkedő költőiességét. Saját történetei mellett több klasszikus és kortárs irodalmi művet is feldolgozott. Ezek között megjelennek Dosztojevszkij, Orwell, Poe, Murakami, Lem és Kafka műveit is.
Illusztrátorként könyv- és lemezborítókat, rendezvényi és filmes plakátokat készített.

## Stílus
Egyedi rajzstílusával hatalmas érdeklődésre tett szert, ami miatt hamar kiemelkedett a mangák tömkelegéből. Vízzel alapoz, erre kalligrafikus tintát csöpögtet, amihez aztán fogpiszkálót, illetve evőpálcika hegyét használja festéshez és a részletek kidolgozásához.

## Kiadó
Grafikus munkássága mellett 2017-ben megalapította a kis Lumber Roll kiadót, ahol megalakulásuk óta különböző mangákat, regényeket jelentetnek meg.

## Írói pálya
Nem csak kitalált történetekben jeleskedik, hanem esszéíróként is. Obajasi Nobuhiko filmrendezőről, apósáról, esszékötetet is megjelentetett.

## Megjelent művei

### Mangái
- Yoru no Hodoro (夜のほどろ; Hepburn: Joru no hodoro?) (2012.)
- Prayer and a Signature (祈りと署名; Hepburn: Inori to sómei?) (2013.)
- In the Night Comes a Girl (夜よる傍に; Hepburn: Joru joru szoba ni?) (2013-2014.)
- Listening is Remembering (耳は忘れない; Hepburn: Mimi va vaszurenai?) (2014.)
- Kafka's "Castle" and other stories (カフカの「城」他三篇; Hepburn: Kafuka no 'Siro' ta szanhen?) (2015.)
- Haru is around the Corner (ハルはめぐりて; Hepburn: Haru va megurite?) (2016.)
- Uto Sousou (うと そうそう; Hepburn: Uto szószó?) (2016.)
- A Return and a Punishment Are Two Different Things (報いは報い、罰は罰; Hepburn: Muki va muki, bacu va bacu?)  (2017.)
- Serie (セリー; Hepburn: Szeri?) (2018.)
- Murakami Haruki no 'Hotaru', Orwell no '1984' (村上春樹の「螢」・オーウェルの「一九八四年」; Hepburn: Murakami Haruki no 'Hotaru', Overu no 'icsi-kjú-hacsi-si-nen'?) (2019.)
- Something like a Fingernail and Other Stories (爪のようなもの・最後のフェリー その他の短篇; Hepburn: Cume no jóna mono szaigó no feri szonohoka no tanpen?) (2020.)
- Asleep (アスリープ; Hepburn: Aszurípu?) (2021.)
- Furoito no moeru shōnen no yume (フロイトの燃える少年の夢; Hepburn: Furoito no moeru sónen no jume?) (2022.)
- Hono-Sekai (-; Hepburn: Hono szekai?) (2022.)
- Sasasa Nana no Kyūmei  (佐々々奈々の究明; Hepburn: Szaszasza Nana no kjúmei?)(2024.)
- Solaris (ソラリス; Hepburn: Szorariszu?)[3] (2024-)

### Gyűjtemények, antológiák
- Alenzyas (2015.) antológia (est em, Miazava Takesi, Mopuko, Murai, Niimura Ken, Obata Tabao)
- Galeolia (2020.) manga-gyűjtemény

### One-shotok
- Mary in the Forest (森のマリー; Hepburn: Mori no Mari?) (2010.)
- Ringwanderung (リングワンデルング; Hepburn: Ringu vanderungu?)  (2017.)
- Saigo no Ferry (最後のフェリー; Hepburn: Szaigo no feri?) (2019.)
- Yubiori ikutsu mo (指折りいくつも; Hepburn: Jubiori ikucu mo?)(2020.)
- Two Shades of Summer (2024.)

### Könyvei
- My Obayashi Nobuhiko Chronicle (ぼくの大林宣彦クロニクル; Hepburn: Boku no Obayashi Nobuhiko kuronikuru?) (2023.)

## Díjak, jelölések
- 2005-ben a ZOOOKA Manga-díj - elismerés a Yotogi Banashi (夜伽話; Hepburn: Jotogi banasi?) one-shot-ért
- 2018-ban a 21. Japán Kulturális Médiafesztivál - zsűri különdíja a A Return and a Punishment Are Two Different Things (報いは報い、罰は罰; Hepburn: Muki va muki, bacu va bacu?) mangáért[4] (Indoklás: Első sci-fi egy olyan művésztől, aki egyedi rajzstílusának és költőiességének köszönhetően szerzett közönséget magának.)
- 2019.  22. Japán Kulturális Médiafesztivál - zsűri különdíja a Serie (セリー; Hepburn: Szeri?) mangáért[5]